# Episodi di West Wing - Tutti gli uomini del Presidente (quinta stagione)
La quinta stagione della serie televisiva West Wing - Tutti gli uomini del Presidente, composta da 22 episodi, è stata trasmessa negli Stati uniti da NBC dal 24 settembre 2003 al 19 maggio 2004.
In Italia è andata in onda in prima visione su Fox dal 30 settembre 2007 al 9 dicembre 2007.
| nº | Titolo originale           | Titolo italiano                  | Prima TV USA      | Prima TV Italia   |
| -- | -------------------------- | -------------------------------- | ----------------- | ----------------- |
| 1  | 7A WF 83429                | Il codice di Zoey                | 24 settembre 2003 | 30 settembre 2007 |
| 2  | Dogs of War                | La spirale della violenza        | 1º ottobre 2003   | 30 settembre 2007 |
| 3  | Jefferson Lives            | La lista                         | 8 ottobre 2003    | 7 ottobre 2007    |
| 4  | Han                        | Defezione                        | 22 ottobre 2003   | 7 ottobre 2007    |
| 5  | Constituency of One        | Solo al potere                   | 29 ottobre 2003   | 14 ottobre 2007   |
| 6  | Disaster Relief            | Una panchina per Josh            | 5 novembre 2003   | 14 ottobre 2007   |
| 7  | Separation of Powers       | Successione difficile            | 12 novembre 2003  | 21 ottobre 2007   |
| 8  | Shut Down                  | Un negoziato impossibile         | 19 novembre 2003  | 21 ottobre 2007   |
| 9  | Abu El Banat               | Una famiglia tradizionale        | 3 dicembre 2003   | 28 ottobre 2007   |
| 10 | The Stormy Present         | La storia insegna                | 7 gennaio 2004    | 28 ottobre 2007   |
| 11 | The Benign Prerogative     | Amnistia                         | 14 gennaio 2004   | 4 novembre 2007   |
| 12 | Slow News Day              | Previdenza a rischio             | 4 febbraio 2004   | 4 novembre 2007   |
| 13 | The Warfare of Gengis Khan | Un cielo di stelle               | 11 febbraio 2004  | 11 novembre 2007  |
| 14 | An Khe                     | Il coraggio della responsabilità | 18 febbraio 2004  | 11 novembre 2007  |
| 15 | Full Disclosure            | Piena confessione                | 25 febbraio 2004  | 18 novembre 2007  |
| 16 | Eppur Si Muove             | La paura della verità            | 3 marzo 2004      | 18 novembre 2007  |
| 17 | The Supremes               | Una donna speciale               | 24 marzo 2004     | 25 novembre 2007  |
| 18 | Access                     | Dietro le quinte                 | 31 marzo 2004     | 25 novembre 2007  |
| 19 | Talking Points             | Libero mercato                   | 21 aprile 2004    | 2 dicembre 2007   |
| 20 | No Exit                    | Guerra batteriologica            | 28 aprile 2004    | 2 dicembre 2007   |
| 21 | Gaza                       | La guerra senza fine             | 12 maggio 2004    | 9 dicembre 2007   |
| 22 | Memorial Day               | I negoziatori                    | 19 maggio 2004    | 9 dicembre 2007   |

## Il codice di Zoey
- Titolo originale: 7A WF 83429
- Diretto da: Alex Graves
- Scritto da: John Wells

### Trama
Proseguono le indagini per cercare Zoey; il nuovo Presidente e il suo staff vuole bombardare il Qumar, che sulla carta è comunque uno Stato alleato. Intanto la nuova amministrazione si sta piano piano insediando alla Casa Bianca parallelamente a quella eletta e gli attriti, anche se sotterranei, non sono pochi. Danny dice a CJ che sta per pubblicare l'articolo in cui dimostra di avere le prove che Abdul Sharif è stato ucciso dagli Stati Uniti e in cui si solleva il dubbio che il rapimento di Zoey sia legato all'omicidio. Il Presidente Walken si sta presentando bene alla Nazione e ciò preoccupa Leo e lo staff perché temono che, se passerà tempo a sufficienza, l'opinione pubblica non vorrà più Bartlet come comandante in capo.
Altri interpreti: John Goodman (Glenallen Walken, Presidente ad interim), Clark Gregg (Agente speciale dell'FBI Michael Casper), Lily Tomlin (Deborah Fiderer), Željko Ivanek (Steve Atwood), John Amos (Ammiraglio Percy Fitzwallace), Nina Siemaszko (Ellie Bartlet), Anna Deavere Smith (Nancy McNally), Annabeth Gish (Elizabeth Bartlet Westin), Geoff Pierson (Leader della minoranza in Senato Tripplehorn), Steven Eckholdt (Doug Westin)

## La spirale della violenza
- Titolo originale: Dogs of War
- Diretto da: Christopher Misiano
- Scritto da: John Wells

### Trama
La nuova amministrazione sta per iniziare a legiferare, ovviamente con stampo repubblicano; intanto Walken fa bombardare tre obiettivi nel Qumar, scatenando la reazione internazionale, oltre che quella qumari, che non si fa attendere. Tutto ciò va a pesare su quella che potrà essere la sorte di Zoey; Josh fa pressione su Leo affinché convinca Bartlet a chiedere di tornare al comando, in modo da arginare la deriva repubblicana in seno alla Casa Bianca. Leo litiga con Walken, ricordandogli che non è stato eletto e che deve comportarsi correttamente nei confronti della scelta degli elettori, mentre Josh litiga con Atwood accusandolo di fare campagna elettorale. Al Jazeera trasmette un video dei terroristi in cui mostrano Zoey, viva, e in cui fanno nuovamente le loro richieste in cambio della vita della ragazza. Intanto però l'FBI fa un'incursione in una fattoria dove crede si trovi Zoey e la ritrovano viva, benché sotto schock. Bartlet riprende il comando ed esautora Walken, lodandolo per l'ottimo lavoro svolto e riconoscendone il valore come politico.
Altri interpreti: Michael Hyatt (Angela Blake), William Devane (Segretario di Stato Lewis Berryhill), Mary-Louise Parker (Amy Gardner), Jesse Bradford (Ryan Pierce), John Amos (Ammiraglio Percy Fitzwallace), Lily Tomlin (Deborah Fiderer), Saïd Taghmaoui (Umar Usef, Ambasciatore del Qumar), Annabeth Gish (Elizabeth Bartlet Westin), Elisabeth Moss (Zoey Bartlet), Kathleen York (Deputato Andrea Wyatt), Clark Gregg (Agente speciale dell'FBI Michael Casper), Steven Eckholdt (Doug Westin), Željko Ivanek (Steve Atwood), Nina Siemaszko (Ellie Bartlet)

## La lista
- Titolo originale: Jefferson Lives
- Diretto da: Alex Graves
- Scritto da: Carol Flint e Debora Cahn; sceneggiatura di Carol Flint

### Trama
Lo staff lavora per dare il prima possibile un nominativo da approvare per la vicepresidenza; intanto la famiglia Bartlet sta cercando di tornare alla normalità: Jed ritorna al lavoro, Zoey è traumatizzata, ma cerca di nasconderlo e Abigail incolpa il marito e Leo di averle tenuto nascosto l'omicidio di Sharif come potenziale motivo di ritorsioni sulla sua famiglia. Lo staff di Bartlet propone Barryhill come vicepresidente, ma Huffley si mette di traverso e propone una lista sua, dicendo che non voterebbe per il candidato proposto dai democratici. Alla fine Bartlet sceglie come vicepresidente Bob Russell, proposto dai repubblicani senza molta convinzione tra gli altri nomi, ma che in un colloquio col Presidente si rivela essere meno mediocre di quanto lo facciano apparire. Charlie affronta il Presidente dicendogli che Zoey non sta affatto bene e che si finge forte per non far preoccupare il padre.
Altri interpreti: William Devane (Segretario di Stato Lewis Berryhill), Jesse Bradford (Ryan Pierce), Elisabeth Moss (Zoey Bartlet), Mary-Louise Parker (Amy Gardner), Gary Cole (Vicepresidente Bob Russell), Lily Tomlin (Deborah Fiderer), Michael O'Neill (Agente dei Servizi Segreti Ron Butterfield), Steven Culp (Presidente della Camera Huffley), Geoff Pierson (Leader della minoranza in Senato Tripplehorn), H. M. Wynant (Senatore Starkey)

## Defezione
- Titolo originale: Han
- Diretto da: Christopher Misiano
- Scritto da: Peter Noah, Mark Goffman e Paula Yoo; sceneggiatura di Peter Noah

### Trama
Jian Yung Ahn, famosissimo pianista nordcoreano, è atteso alla Casa Bianca per un concerto; durante un incontro col Presidente gli fa capire di voler defezionare. Si apre un problema di coscienza, oltre che politico: Bartlet vorrebbe aiutarlo in virtù dei valori di libertà americani, ma stanno per iniziare a Ginevra degli importanti negoziati con la Corea del Nord per il disarmo nucleare. Alla fine rifiuta di aiutare il ragazzo, scoprendo in un secondo momento che la Nord Corea ha fatto saltare l'incontro con un banale pretesto. Lyman non sopporta il suo stagista, Pierce, perché lo considera un "figlio di papà" arrivato alla Casa Bianca per merito dell'influenza politica del padre: non sa che è stato proprio lui, grazie al peso del suo cognome, a convincere il deputato Theo a votare a favore del nuovo Vicepresidente.
Altri interpreti: Jesse Bradford (Ryan Pierce), Mary-Louise Parker (Amy Gardner), Gary Cole (Vicepresidente Bob Russell), Ron Canada (Sottosegretario di Stato Theodore Barrow), Christopher Cousins (Rappresentante al Congresso Theo), Tony Lee (Jian Yung Ahn)

## Solo al potere
- Titolo originale: Constituency of One
- Diretto da: Laura Innes
- Scritto da: Eli Attie e Michael Oates Palmer; sceneggiatura di Eli Attie

### Trama
Il senatore democratico Carrick blocca in Congresso la promozione di grado di alcuni militari: rivendica la promessa dell'amministrazione di far costruire un lanciamissili nelle fabbriche dell'Idaho, Stato che l'ha eletto al Senato e a cui deve rendere conto. Lyman gli fa notare che il progetto è stato bocciato perché il lanciamissili non funziona, ma il politico non demorde. Bailey riceve un'importante offerta di lavoro dal Vicepresidente Russell: egli sa di essere un politico mediocre, ma vuole migliorare e riconosce il valore di Will, che potrebbe aiutarlo nella carriera politica. Bartlet litiga con Amy Gardner perché, secondo lui, in assenza della First Lady lei manda avanti progetti a cui lei tiene. Will ottiene il premesso di lavorare per Russell, mentre Carrick si dimette dal Partito Democratico per candidarsi per i Repubblicani.
Altri interpreti: Gary Cole (Vicepresidente Bob Russell), Mary-Louise Parker (Amy Gardner), Jesse Bradford (Ryan Pierce), Tom Skerritt (Senatore Chris Carrick), Erinn Carter

## Una panchina per Josh
- Titolo originale: Disaster Relief
- Diretto da: Lesli Linka Glatter
- Scritto da: Alexa Junge e Lauren Schmidt; sceneggiatura di Alexa Junge

### Trama
Il senatore Carrick ha abbandonato i democratici e a Josh viene data la colpa di averlo spinto in quella direzione; Leo gli ridimensiona le competenze per fare in modo che Josh non lavori più direttamente col Congresso: è chiaro che è stato messo in panchina. In Oklahoma si abbatte un tornado che provoca ingenti danni e parecchi morti. Bartlet si reca sul luogo del disastro e, colpito dalla tragedia, rimane in loco facendo saltare tutta l'agenda di incontri con altri politici; Leo se la prende con CJ perché il viaggio è stato una sua idea. Toby è arrabbiato con Will perché ha accettato di lavorare per Russell. Josh si reca ad una cena in cui deve incontrare un politico che però gli dà buca perché capisce che Lyman è caduto in disgrazia; Donatella, prevedendo la cosa, manda Pierce a cenare con lui per non fargli fare brutta figura con gli altri commensali; inoltre Lyman viene a sapere che verrà sostituito da Angela Blake, che lui ha in antipatia.
Altri interpreti: Gary Cole (Vicepresidente Bob Russell), Jesse Bradford (Ryan Pierce), Michael Hyatt (Angela Blake), Terry O'Quinn (Generale Nicholas Alexander), Nick Searcy (Nate Singer), Maree Cheatham (Governatore Wade), Lauren Stamile (Aiutante di CJ), Bryan Callen (Louis Slater)

## Successione difficile
- Titolo originale: Separation of Powers
- Diretto da: Alex Graves
- Scritto da: Paul Redford

### Trama
Il presidente della Corte Suprema Roy Ashland, molto anziano e piuttosto malato, finisce in ospedale per un malore e si pone il problema politico di una nuova possibile nomina: non è possibile costringere un giudice a dimettersi, ma si può convincerlo; ciò darebbe la possibilità all'amministrazione Bartlet di nominare un giudice politicamente vicino ai Democratici. Toby sa che Joseph era un suo "commesso", e si fa accompagnare da lui in ospedale, ma Quincy si rifiuta in un primo momento per lealtà di dire a Ziegler che il giudice è molto grave. Angela Blake sta lavorando al bilancio e non riesce a raggiungere un compromesso col presidente della Camera Huffley. In un incontro del Presidente con i rappresentanti del Governo si raggiunge uno stallo perché Huffley fa richieste ancor più inaccettabili per conto dei Repubblicani e Bartlet si rifiuta di cedere: senza una legge di bilancio il Governo entra così in shutdown. Il Giudice Ashland si presenta da Bartlet e dichiara di volersi dimettere, mentre CJ va in New Hampshire per aiutare Zoey per un'intervista.
● Altri interpreti: Milo O'Shea (Presidente della Corte Suprema Roy Ashland), Matthew Perry (Jospeh Quincy), Gary Cole (Vicepresidente Bob Russell), Elisabeth Moss (Zoey Bartlet), Steven Culp (Presidente della Camera Huffley), Obi Ndefo (Donald), Michael Hyatt (Angela Blake), Amy Stewart (Lisa Zimmer)

## Un negoziato impossibile
- Titolo originale: Shut Down
- Diretto da: Christopher Misiano
- Scritto da: Mark Goffman

### Trama
Il Governo è in shutdown e Leo manda a casa tutto il personale non necessario. Leo telefona ad Huffley, che potrebbe rilanciare per tagli più ingenti a favore dei Repubblicani, ma rimane magnanimamente sulla sua posizione e ora tocca a McGarry convincere Bartlet ad accettare. Abigail torna a Washington e cerca di far ragionare il marito, che richiama Josh Lyman dalla "panchina" in cui era stato messo: convince il Presidente ad andare da Huffley, ma quello che potrebbe sembrare un segno di debolezza, viene subito trasformato in un evento mediatico a favore di Bartlet, che si ferma strada facendo a parlare con un gruppo di turisti e poi prosegue a piedi fino al Congresso. Huffley temporeggia e non lo riceve subito e Josh ribalta la situazione a favore del Presidente consigliandolo di andarsene: il Congresso repubblicano ci fa una figuraccia perché Bartlet era venuto a portare un ramoscello d'ulivo e loro non hanno accettato. Sarà Huffley a dover andare alla Casa Bianca e a dover accettare un compromesso proposto da Bartlet.
Altri interpreti: Steven Culp (Presidente della Camera Huffley), Michael Hyatt (Angela Blake), Melissa Marsala (Rina), Tony Pasqualini (Jaffe, membro del Congresso)

## Una famiglia tradizionale
- Titolo originale: Abu El Banat
- Diretto da: Lesli Linka Glatter
- Scritto da: Debora Cahn

### Trama
In Sudan 12 missionari sono stati presi in ostaggio, mentre in Oregon un medico è accusato di aver violato la legge perché ha aiutato un paziente a porre fine alla sua vita: in quello Stato l'eutanasia è concessa, ma il medicinale usato dal dottore è sotto il controllo dell'unità antidroga. Il Ministro della Giustizia vuole perseguirlo per omicidio, e si scontra con Leo a tal proposito: si scopre che il Ministro ha velleità politiche e vuole candidarsi in Mississippi, stato conservatore. Josh viene messo in imbarazzo dal genero del Presidente, Doug, che vorrebbe un appoggio per candidarsi nel primo distretto del New Hampshire, appoggio che gli viene rifiutato
Altri interpreti: Lily Tomlin (Deborah Fiderer), Annabeth Gish (Elizabeth Bartlet Westin), Steven Eckholdt (Doug Westin), Dylan Baker (Alan Fisk, Ministro della Giustizia), Elisabeth Moss (Zoey Bartlet), Ron Canada (Sottosegretario di Stato Theodore Barrow), Mark Moses (Donald Richter)

## La storia insegna
- Titolo originale: The Stormy Present
- Diretto da: Alex Graves
- Scritto da: John Sacret Young e Josh Singer; sceneggiatura di John Sacret Young

### Trama
A Riad la gente scende in strada per chiedere elezioni libere; l'amministrazione segue la vicenda a causa del sentimento antiamericano che c'è in quella Nazione e perché i manifestanti minacciano l'ARAMCO. L'ex presidente Lassiter muore e si devono preparare i funerali di Stato mentre Josh deve affrontare due persone che si contendono una copia della carta dei diritti, passata di mano durante la fine della guerra di secessione. CJ invece deve affrontare delle voci complottiste sempre più incontrollate che affermano che il Pentagono abbia fatto esperimenti sul controllo della mente.
Altri interpreti: Terry O'Quinn (Generale Nicholas Alexander), Ron Canada (Sottosegretario di Stato Theodore Barrow), Ryan Cutrona (George Rollie, direttore della CIA), John Goodman (Glenallen Walken), James Cromwell (Presidente Wire Newman), Michael Hyatt (Angela Blake), Stephen Tobolowsky (Dott. Max Milkman), Allison Smith (Mallory O'Brien), Diana Douglas (Sig.ra Libby Lassiter), Bellamy Young (MaryLou Meryweather)

## Amnistia
- Titolo originale: The Benign Prerogative
- Diretto da: Christopher Misiano
- Scritto da: Carol Flint

### Trama
Il Congresso ho assaltato il potere discrezionale dei giudici e ne viene fuori una guerra ai giudici stessi, il tutto a ridosso del discorso sullo stato dell'Unione; inoltre il Presidente deve prendere in visione le varie richieste di grazia, senza scatenare lo scontento tra gli elettori e il partito avversario; in particolare ci sono la richiesta di amnistia di un indiano che forse è ingiustamente in prigione da anni, e quella del figlio di uno dei più grandi finanziatori in Colorado del Presidente. Per evitare ripercussioni politiche, Bartlet non gli concede la grazia e il ragazzo di impicca. Joy Lucas paga una serie di persone affinché ascoltino le tre versioni del discorso di Bartlet in modo da capire qual è quella più gradito all'elettorato. Charlie conosce alla festa di Capodanno Meeshel, una giornalista in erba con la quale inizia a uscire: quando scopre che è stata assunta dalla CNN come corrispondente presso la Casa Bianca, tronca la relazione per paura delle indiscrezioni e la ragazza si offende per la mancanza di fiducia nei suoi confronti.
Altri interpreti: Melissa Marsala (Rina), Gabrielle Union (Meeshel Anders), Marlee Matlin (Joy Lucas), Michael Hyatt (Angela Blake), Stephen Lee (Elettore), Margot Rose (Portia Colgrave, Procuratore alle amnistie)

## Previdenza a rischio
- Titolo originale: Slow News Day
- Diretto da: Julie Hébert
- Scritto da: Eli Attie

### Trama
Toby si accorge che il senatore repubblicano Gaines è stato l'unico ad applaudire il Presidente sull'aumento del minimo salariale e che non sta raccogliendo fondi: tutti segnali che indicano che non vuole ricandidarsi. Visto che non ha nulla da perdere, Toby gli chiede di dare una mano al Presidente a salvare la previdenza perché sa che ha il potere politico di trascinare altri Repubblicani con sé. Al contempo Josh ha l'idea di screditare Gaines a vantaggio del Vicepresidente Russell senza rendersi conto che sta danneggiando i piani di Toby; il senatore lo viene sapere e affossa l'iniziativa di Ziegler. I giornalisti subodorano che c'era un accordo per alzare l'età pensionabile, stanno per pubblicare la notizia e scoppia un putiferio perché l'amministrazione farebbe una figuraccia a proporre di andare in pensione più tardi. L'unico modo che Toby ha per far uscire indenne il Presidente da questo scandalo sono le sue dimissioni, che lui presenta. Josh salva la situazione e la carriera di Toby mettendo di mezzo il senatore Turner, che propone insieme a Gaines un accordo bipartisan, salvando anche la previdenza dalla bancarotta.
Altri interpreti: Melissa Marsala (Rina), Josef Sommer (Senatore Steve Gaines), Kate Burton (Sarah Breinerd), Michael Nouri (Roy Turner), Joaquim de Almeida (Carlos Carrio)

## Un cielo di stelle
- Titolo originale: The Warfare of Gengis Khan
- Diretto da: Bill D'Elia
- Scritto da: Peter Noah

### Trama
Un ordigno nucleare viene fatto esplodere in un test a nord dell'Oceano Indiano, il problema è che gli Stati uniti non sanno chi è stato e nessuna Nazione ha rivendicato il test; gli Stati più probabili, secondo i Servizi Segreti, sono Iran e Corea del Nord. L'intervento del Vicepresidente sarà inaspettatamente determinante per capire che il test è stato eseguito in segreto sa Israele, che sta studiando il modo di sviluppare e costruire sottomarini nucleari. Bartlet incontra il primo ministro israeliano, che non nega, ma difende l'iniziativa del suo Paese come possibile arma di difesa contro l'Iran. Josh riceve la visita di alcuni funzionari della NASA perché desiderano avere finanziamenti per una missione umana su Marte e si fa conquistare da una affascinante astronoma.
Altri interpreti: Terry O'Quinn (Generale Nicholas Alexander), Anna Deavere Smith (Nancy McNally), Ryan Cutrona (George Rollie, direttore della CIA), Armin Mueller-Stahl (Efraim Zahavy, primo ministro israeliano), Gary Cole (Vicepresidente Bob Russell), Jay Mohr (Taylor Reid), Christopher Maher (Ambasciatore dell'Iran)

## Il coraggio della responsabilità
- Titolo originale: An Khe
- Diretto da: Alex Graves
- Scritto da: John Wells

### Trama
Un ricognitore statunitense precipita in Corea del Nord e si pone il problema di come recuperare i sopravvissuti. Il senatore Hunt blocca un progetto militare perché nessuno dei subappaltatori si trova nel suo Stato e sostiene che all'industriale O'Neal, coinvolto nell'appalto di costruzione e amico di Leo, sia stata data una corsia preferenziale. Durante la narrazione si intrecciano la storia dei due militari precipitati in Nord Corea e il ricordo di come Leo sia stato salvato da O'Neal durante la guerra del Vietnam. La First Lady decide di tornare a usare le sue competenze mediche per fare volontariato per vaccinare bambini indigenti. Josh e Will discutono del provvedimento conservatore del deputato Wend, che propone sgravi fiscali per le mamme che stanno a casa a curare i figli anziché mandarli all'asilo per poter lavorare. CJ, dopo i numerosi attacchi di Reid dalle sue trasmissioni, accetta di partecipare a una puntata per metterlo a tacere.
Altri interpreti: Jeffrey DeMunn (Kenneth Sean O'Neal), Terry O'Quinn (Generale Nicholas Alexander), Jay Mohr (Taylor Reid), Ron Canada (Sottosegretario di Stato Theodore Barrow), Carlos Gómez (Ammiraglio McGill), Brian Kerwin (Ben Dryer), Allan Kolman (Sig. Thomas), Philip Baker Hall (Senatore Matt Hunt), Jesse Bradford (Ryan Pierce), Lily Tomlin (Deborah Fiderer)

## Piena confessione
- Titolo originale: Full Disclosure
- Diretto da: Lesli Linka Glatter
- Scritto da: Lawrence O'Donnell Jr.

### Trama
Josh deve incontrare una commissione per discutere la chiusura di alcune basi militari, mentre Toby incontra dei sindacalisti che protestano perché molto lavoro è stato spostato in Cina a discapito dei lavoratori americani. Lo staff dell'Ala Ovest è preoccupato perché Hoynes ha annunciato che terrà un'intervista senza filtri sui motivi delle sue dimissioni. CJ entra in possesso in anteprima del testo dell'intervista e si scopre che Hoynes ha stravolto tutto ciò che gli hanno detto Leo e il Presidente. Inoltre vuole scrivere un libro perché desidera far dimenticare lo scandalo sessuale e candidarsi alla presidenza. CJ è preoccupata perché 10 anni prima ha ceduto alle avances dell'ex-Vicepresidente e lo confessa a Toby dopo aver affrontato Hoynes. Bartlet incontra il sindaco di Washington riguardo al fatto che quest'ultimo intende accettare dei sussidi per le scuole da parte dei repubblicani.
Altri interpreti: Jay Mohr (Taylor Reid), Tim Matheson (ex-Vicepresidente Hoynes), Jesse Bradford (Ryan Pierce), Melissa Marsala (Rina), Michael Mantell (Shelly Lukens), Ron Dean (Tom Broderick), James Pickens Jr. (Sindaco di Washington), Sam Robards (Greg Brock), Kenneth Kimmins (Generale Stanley), Melissa Marsala (Rina), Frank Ashmore (Deputato Chris Finn)

## La paura della verità
- Titolo originale: Eppur Si Muove
- Diretto da: Llewellyn Wells
- Scritto da: Alexa Junge

### Trama
Altri interpreti:

## Una donna speciale
- Titolo originale: The Supremes
- Diretto da: Jessica Yu
- Scritto da: Debora Cahn

### Trama
Altri interpreti:

## Dietro le quinte
- Titolo originale: Access
- Diretto da: Alex Graves
- Scritto da: Lauren Schmidt

### Trama
Altri interpreti:

## Libero mercato
- Titolo originale: Talking Points
- Diretto da: Richard Schiff
- Scritto da: Eli Attie

### Trama
Altri interpreti:

## Guerra batteriologica
- Titolo originale: No Exit
- Diretto da: Julie Hébert
- Scritto da: Carol Flint e Mark Goffman; sceneggiatura di Carol Flint e Debora Cahn

### Trama
Altri interpreti:

## La guerra senza fine
- Titolo originale: Gaza
- Diretto da: Christopher Misiano
- Scritto da: Peter Noah

### Trama
Altri interpreti:

## I negoziatori
- Titolo originale: Memorial Day
- Diretto da: Christopher Misiano
- Scritto da: John Sacret Young e Josh Singer

### Trama
Altri interpreti: